# Капелла Всех Святых
Капелла Всех Святых (kaple Všech svatých) — католическая дворцовая капелла, находящаяся в Пражском Граде в столице Чехии.

## История
Дворцовая капелла Всех Святых стоит на месте часовни в романском стиле 12-го века, перестроенной в 1263—1264 годы. Действующая капелла была построена где-то между 1356 и 1383 годами по планам Петера Парлержа.
Хотя изначально капелла стояла отдельно, она пострадала в пожаре 1541 года. Последующая реконструкция и расширение привели к тому, что капелла потеряла свой первоначальный облик и примкнула к Владиславскому залу Старого королевского дворца. Внутри капеллы находится могила святого Прокопия, а росписи на стенах рассказывают о его жизни. Войти внутрь можно из Владиславского зала.